# Wang Kwo-tsai
Dans ce nom chinois, le nom de famille, Wang, précède le nom personnel Kwo-tsai.
Pour les articles homonymes, voir Wang (patronyme).
Wang Kwo-tsai (chinois traditionnel : 王國材 ; pinyin : Wáng Guócái), né en 1959, est un homme d'État taïwanais.
De 2021 à 2024, il occupe le poste de ministre des Transports et des Communications.

## Jeunesse
Né en 1959, Wang est diplômé en gestion des transports d'un bachelor et d'un master à l'université nationale Cheng Kung, puis d'un doctorat à l'Institut du trafic et des transports de l'université nationale Chiao Tung.

## Carrière politique
Occupant plusieurs postes dans le domaine des transports, notamment ceux de directeur-adjoint des affaires générales du ministère des Transports et des Communications ainsi que celui de président de la Fondation de développement de l'aviation, il devient vice-ministre aux Transports et aux Communications en 2016.
Il occupe ainsi par intérim le poste de ministre après l'incident ferroviaire du déraillement du Puyama 6432, pendant deux mois après la démission de Wu Hong-mo (en) et jusqu'à la nomination de Lin Chia-lung.
Après l'incident ferroviaire du déraillement du Taroko 408, il succède le 20 avril 2021 à Lin Chia-lung au poste de ministre des Transports et des Communications, après la démission de ce dernier,. Il reste en poste jusqu'à la fin du deuxième mandat présidentiel de Tsai Ing-wen.